# Museo de Geología y Paleontología de la Universidad Nacional del Comahue
El Museo de Geología y Paleontología de la Universidad Nacional del Comahue se ubica en la región centro-este de la provincia del Neuquén (Argentina), sobre la margen norte del lago Los Barreales. Tiene en exhibición dinosaurios, cocodrilos, peces y tortugas, además de plantas, los que corresponden al período Cretácico de la era Mesozoica.
Este museo es fruto de las investigaciones paleontológicas realizadas en la última década en la Patagonia, siendo más del 90% de las piezas exhibidas originales. Algunas de las especies se encuentran ambientadas y reconstruidas a escala natural.

## Historia
En abril de 2001 este museo construyó una réplica robótica de 1,1 m de altura de un Abelisaurus, dinosaurio de hasta 9 m de longitud que habitó hace 80 millones de años en Gondwana, antes de que dicho supercontinente se dividiera en América del Sur, India, Australia y la Antártida. En Neuquén se encuentra un yacimiento paleontológico de gran relevancia, donde se descubrió Giganotosaurus carolinii, uno de los dinosaurios carnívoros terrestres más grandes que se han conocido, aún de mayor tamaño que Tyrannosaurus rex. Y solo el Spinosaurus lo supera en tamaño.
En este museo también residen los restos fragmentarios del segundo espécimen de Giganotosaurus (MUCPv-95). De este tan solo encontró el dentario, pero al comparar sus restos con el espécimen holotipo (MUCPv-Ch-1), el cual sé encontró completo en un 70%; se estableció que este nuevo espécimen fragmentario debió ser entre un 6,5% a un 8% más grande. Por lo tanto ha sido estimado su tamaño en 13,2 metros de longitud y en 8,2 toneladas de peso. El ejemplar de Giganotosaurus más grande conocido.

## Proyecto Dino
El Proyecto Dino, que se lleva a cabo en el mismo lugar, tiene como fin desarrollar actividades científicas, educativas, culturales y turísticas basadas en la búsqueda, extracción y limpieza de dinosaurios.